# Epistrophe grossulariae
Epistrophe grossulariae es una especie de sírfido. Se distribuyen por el holártico en Eurasia y América del Norte.